# Bolszaja Murta
Bolszaja Murta (ros. Большая Мурта) – osiedle typu miejskiego w Rosji, w Kraju Krasnojarskim, ośrodek administracyjny rejonu bolszemurtińskiego. W 2010 liczyło 7905 mieszkańców.